# Dabu
Dabu (en chino simplificado, 大埔县; pinyin, Dàbù xiàn)  es un condado bajo la administración directa de la ciudad-prefectura de Meizhou. Se ubica al este de la provincia de Cantón, en el sur de la República Popular China. Su área es de 2461 km² y su población total para 2018 superó los 380 000 habitantes.

## Administración
El condado de Dabu se divide en 14 pueblos que se administran en poblados.

## Clima
| Parámetros climáticos promedio de Dabu (1981−2010) | Parámetros climáticos promedio de Dabu (1981−2010) | Parámetros climáticos promedio de Dabu (1981−2010) | Parámetros climáticos promedio de Dabu (1981−2010) | Parámetros climáticos promedio de Dabu (1981−2010) | Parámetros climáticos promedio de Dabu (1981−2010) | Parámetros climáticos promedio de Dabu (1981−2010) | Parámetros climáticos promedio de Dabu (1981−2010) | Parámetros climáticos promedio de Dabu (1981−2010) | Parámetros climáticos promedio de Dabu (1981−2010) | Parámetros climáticos promedio de Dabu (1981−2010) | Parámetros climáticos promedio de Dabu (1981−2010) | Parámetros climáticos promedio de Dabu (1981−2010) | Parámetros climáticos promedio de Dabu (1981−2010) |
| Mes                                                | Ene.                                               | Feb.                                               | Mar.                                               | Abr.                                               | May.                                               | Jun.                                               | Jul.                                               | Ago.                                               | Sep.                                               | Oct.                                               | Nov.                                               | Dic.                                               | Anual                                              |
| -------------------------------------------------- | -------------------------------------------------- | -------------------------------------------------- | -------------------------------------------------- | -------------------------------------------------- | -------------------------------------------------- | -------------------------------------------------- | -------------------------------------------------- | -------------------------------------------------- | -------------------------------------------------- | -------------------------------------------------- | -------------------------------------------------- | -------------------------------------------------- | -------------------------------------------------- |
| Temp. máx. abs. (°C)                               | 28.9                                               | 31.4                                               | 32.8                                               | 35.9                                               | 36.8                                               | 37.7                                               | 39.8                                               | 38.6                                               | 37.0                                               | 35.8                                               | 34.4                                               | 30.7                                               | '                                                  |
| Temp. máx. media (°C)                              | 19.2                                               | 19.7                                               | 22.5                                               | 26.6                                               | 29.6                                               | 31.9                                               | 34.0                                               | 33.6                                               | 31.7                                               | 29.3                                               | 25.3                                               | 20.8                                               | 27                                                 |
| Temp. media (°C)                                   | 12.5                                               | 14.2                                               | 17.2                                               | 21.5                                               | 24.5                                               | 26.8                                               | 28.1                                               | 27.7                                               | 26.0                                               | 22.8                                               | 18.1                                               | 13.3                                               | 21.1                                               |
| Temp. mín. media (°C)                              | 8.4                                                | 10.5                                               | 13.6                                               | 17.9                                               | 21.0                                               | 23.3                                               | 24.1                                               | 24.1                                               | 22.5                                               | 18.6                                               | 13.8                                               | 8.8                                                | 17.2                                               |
| Temp. mín. abs. (°C)                               | -3.1                                               | -0.8                                               | -0.6                                               | 7.6                                                | 13.4                                               | 15.9                                               | 20.2                                               | 21.1                                               | 14.6                                               | 6.9                                                | 0.8                                                | -4.0                                               | '                                                  |
| Precipitación total (mm)                           | 38.2                                               | 96.5                                               | 137.5                                              | 186.8                                              | 196.6                                              | 237.2                                              | 173.3                                              | 216.0                                              | 141.6                                              | 38.4                                               | 35.0                                               | 34.6                                               | 1531.7                                             |
| Humedad relativa (%)                               | 78                                                 | 80                                                 | 81                                                 | 82                                                 | 82                                                 | 83                                                 | 81                                                 | 83                                                 | 82                                                 | 78                                                 | 78                                                 | 78                                                 | 80.5                                               |
| Fuente: China Meteorological Data Service Center   |                                                    |                                                    |                                                    |                                                    |                                                    |                                                    |                                                    |                                                    |                                                    |                                                    |                                                    |                                                    |                                                    |